# Dinotrema divisum
Dinotrema divisum är en stekelart som först beskrevs av Stelfox och Graham 1950.  Dinotrema divisum ingår i släktet Dinotrema och familjen bracksteklar. Inga underarter finns listade i Catalogue of Life.